# Terrier Brasileiro
Der Terrier Brasileiro ist eine seit 2007 von der FCI (Nr. 341, Gr. 3, Sek. 1) anerkannte brasilianische Hunderasse.

## Herkunft und Geschichtliches
Als Vorfahren dieser Hunderasse werden Jack Russell Terrier, Chihuahuas und Pinscher angenommen. 1995 wurde der Terrier Brasileiro von der FCI vorläufig anerkannt.

## Beschreibung
Der Terrier Brasileiro ist ein kleiner (bis 40 cm) und mit ca. 10 kg leichter Terrier mit kurzem, glatt anliegendem Haar, dreifarbig, weiß mit schwarzen, rotbraunen oder blauen Abzeichen und kleinen, terriertypisch nach vorn fallende Knickohren.
Typisch sind auch die von Geburt an unterschiedlichen Schwanzlängen. Manche Tiere haben einen vollständigen Schwanz, manche einen halblangen Stummel und manche nur einen rudimentären Ansatz.
Das Fell ist samtig weich anliegend und hat keine Unterwolle.

## Wesen
Terriertypischer, lebhafter, mittelgroßer Hund, aktiv, aufgeweckt, freundlich und zutraulich, wegen seines Kläffens auch ein brauchbarer Wachhund.

## Verwendung
Familienhund, auch sehr gut geeignet für Hundesportler, z. B. Agility, Fly-Ball, sehr guter Begleiter am Pferd